# Хуліо Веласко
Хуліо Веласко (ісп. Julio Velasco; нар. 9 лютого 1952, Ла-Плата) — аргентинський волейбольний тренер, член Міжнародної волейбольної зали слави (2005). Тренував національні волейбольні збірні Італії, Чехії, Ірану, Іспанії, Аргентини.

## Життєпис
Народився 9 лютого 1952 року в Ла-Платі. Вивчав філософію у Національному університеті Ла-Плати, одночасно був членом Революційної комуністичної партії Аргентини та мав радикальні маоїстські погляди, через що 1974 року був відрахований. 1976 року після приходу до влади в Аргентині військової хунти вів напівпідпільний спосіб життя, бо побоювався репресій через свою минулу політичну діяльність, тому переїхав до Буенос-Айреса, де знайшов свою першу роботу волейбольного тренера.
Тренував:
- чоловічі збірні Італії (1989—1996[3]), Іспанії (від 16 грудня 2008[4]), Чехії, Ірану, Аргентини, жіночу збірну Італії,
- аргентинський клуб «Ферро Карріль Оесте»[5] (Аргентина), італійські «Latte Tre Valli Jesi», «Паніні» (Модена), «Копрасистель Вентальйо» (Coprasystel Ventaglio, П'яченца, 2003—2004), «Чимоне» (Модена), «Акква Парадізо Ґабека Монтік'ярі» (Acqua Paradiso Gabeca Montichiari), «Азимут Лео Шуз» (Azimut Leo Shoes, Модена).

У 2019 році ЗМІ повідомляли, що Хуліо Веласко вирішив завершити кар'єру.
2024 року був призначений головним тренером Жіноча збірна Італії з волейболу, яку привів до золотої медалі на Олімпійських іграх 2024.

### Досягнення
Із чоловічою збірною Італії
- чемпіон світу: 1990, 1994,
- чемпіон Європи: 1989, 1993, 1995,
- володар Кубку світу 1995,
- переможець Світової Ліги: 1990, 1991, 1992, 1994, 1995.

## Погляди
Вважає, що основою якісної гри зв'язуючого гравця є якість передачі на удар у нападі, крім цього, добре визначене і збалансоване співвідношення швидкости, точности та творчости.
Шкодує, що російські клуби і збірну після російського вторгнення в Україну відсторонили від участі в міжнародних змаганнях:
|  | Серед найсильніших клубів у жіночому волейболі — російські, турецькі та італійські. Відсутність такої спортивної держави, як Росія, помітно позначається на змаганнях. Це велика втрата для волейболу — як чоловічого, так і жіночого. І не тільки для нього — у легкій атлетиці та інших видах спорту ситуація аналогічна. Спортивні санкції проти Росії — це безумство |